# Represa da Ponte Preta
A Represa da Ponte Preta é um atrativo turístico da cidade de Santos Dumont, em Minas Gerais.

## Localização

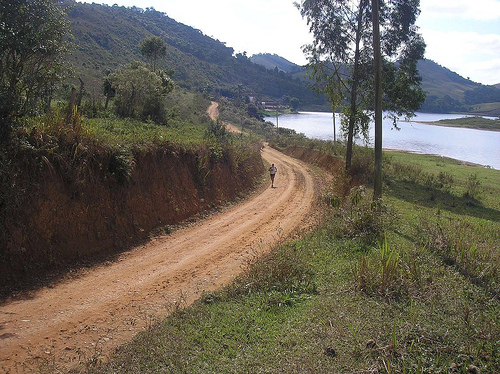
A Represa da Ponte Preta é um local ideal para praticar diversas atividades esportivas ou de lazer

Localizada no bairro Ponte Preta, a represa destaca-se como uma opção para o lazer, possibilitando a seus frequentadores realizar várias atividades como caminhada, pesca e acampamento, por exemplo. De setembro a janeiro, a represa encontra-se vazia, porém ainda é possível atividades de lazer no local, como campings, eventos como “Off Road”, etc. A represa é formada pelas águas do Rio Pinho. Dos dois lados há estradas de chão que leva a outros distritos, como Conceição do Formoso, São João da Serra e até mesmo a outro município, como Aracitaba.

## Dimensões

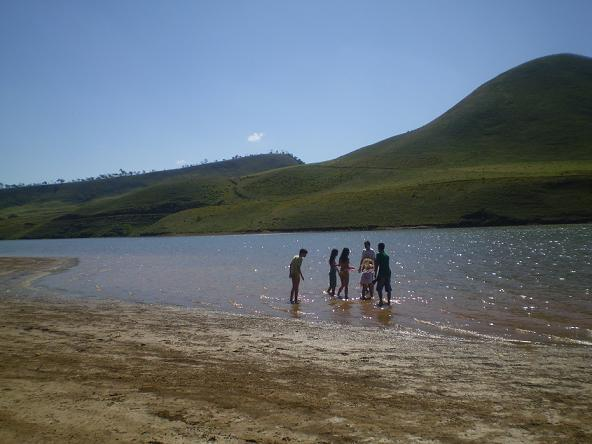
A represa possui 18 Km de extensão

A represa possui 18 Km de extensão e chega até 20m de profundidade, e em alguns trechos chega até 300m de largura.

## Fauna e Vegetação
Segundo alguns moradores locais, a fauna é caracterizada por variadas espécies, como: paca, marreco, pato, preguiça, garça, entre outras. A vegetação circundante é formada por mata ciliar nativa e encontram-se vestígios da mata Atlântica até a barragem.